# Tyrinthia capillata
Tyrinthia capillata là một loài bọ cánh cứng trong họ Cerambycidae.